# Belobaka (Mahajanga II)
Pour les articles homonymes, voir Belobaka.
Belobaka est une commune rurale malgache située dans la partie nord de la région de Boeny.

## Géographie
La commune rurale de Belobaka se trouve dans le District de Mahajanga II de la Région Boeny. Le chef lieu de la commune se situe à 10 km du centre-ville de Mahajanga, sur l’axe de la RN4. Elle ceinture cette chef lieu de région et couvre une superficie de 208 km2.
La commune est limitée au nord et à l’est, par la commune rurale de Betsako, au sud-est par celle d'Ambalakida, à l’ouest par Mahajanga et au sud par les deux communes rurales de Boanamary et de Marovoay Banlieue. Le Canal de Mozambique la borde au Nord Ouest et lui offre une longue plage.
Elle est composée par neuf fokontany : Belobaka, Amparemahitsy, Ampazony ou Ampahazony, Ampitolova, Ankazomenavony, Antsaboaka, Antsanitia, Besely et Ladigy.
Sur son territoire se situent les sept grottes de Belobaka une formation karstique de l’ère secondaire.

## Histoire
Le nom de Belobaka a été donné à cause de l’existence d’un vaste champ de tabac ou lobaka dans le dialecte sakalava]. Belobaka signifie littéralement « beaucoup de tabac ». Cependant, la commune a aussi porté le nom d'Andavakabe par l’existence des grottes à sa proximité.[réf. nécessaire]
Quelques fokontany ont aussi l’historique de leur dénomination. Ainsi :
- Besely tire son nom de l’existence d’une forêt naturelle presque disparue, riche en « sely », grand arbre exploitable en bois d’œuvre et de construction.
- « pare » signifiant route fait allusion à la RN4 longeant en ligne droite le village d’où le nom « Amparemahitsy ».
- Ampazony vient du mot « mpanjono » ou pêcheurs où est exercée la pêche maritime. D'autres disent Ampahazony dérivant d'Ampahazoana car les nouveaux s'y enrichissent facilement.
- Ankazomenavony, qui a pris son nom de l’existence d’un grand nombre d’arbustes à fleur rouge.
- Antsaboaka, selon le dialecte antaisaka « Tsa miboaka » fait allusion à un visiteur qui ne veut plus quitter le lieu à cause de la présence d’une vaste plaine à vocation rizicole.
- Ladigy, provenant du français « La digue » étant prévu vers la fin de la colonisation d’être franchi par une digue, où le vestige de la coulée en béton est encore visible de nos jours.

## Démographie
Actuellement, fin 2015, la population de la commune est estimée à 18 000 habitants avec un taux de croissance démographique moyen annuel de 2,8 % et une densité moyenne de 86 hab/km2. La taille moyenne du ménage est de cinq personnes. Les principales ethnies de la commune .importance en nombre sont les Sakalava, Tsimihety , Betsimisaraka , Antandroy et les hauts plateaux centraux.
Les Sakalava qui sont principalement originaires de Menabe et de Melaky

## Économie
L'économie de la commune est basée sur plusieurs ressources selon le fokontany. Globalement la commune a la potentialité de se suffire à elle-même. Sa position géographique, être la porte du chef lieu de région de Boeny est un atout car cette ville qu'est MAHAJANGA ne peut élargir ses activités que dans la commune de Belobaka. Une bonne gouvernance et la transparence de la gestion pourront assurer une remontée effective et
même fulgurante de cette économie qui pour le moment est encore dormante.
- Dans le fokontany d'AMPAHAZONY

- Pêche, pisciculture:TILAPIA
- Tourisme: plage, site touristique "CIRQUE ROUGE"
- Forêt de satrana pour la confection de balai, de natte,panier, et autres produits de vannerie.
- Légume
- Riziculture
- Mangue(GREFFE)
- Dans le fokontany de LADIGY

- Crevette
- Mangue(GREFFE)
- Pépinière d'arbres fruitiers
- Dans le fokontany d'ANTSANITIA

- pêche et pisciculture de TILAPIA
- Tourisme: plage, existence de baleines et de dauphins aux larges
- Forêt de satrana protégée.
- Dans le fokontany d'ANKAZOMENAVONY

- Culture maraîchaire: brède, chou, piment, concombre........
- Riziculture
- Mangue(GREFFE)
- Tourisme: LAC SACRE
- Dans le fokontany d'AMPITOLOVA

- Concombre
- Ciboulette
- Riz
- Mangue(GREFFE)
- Poisson (lac)
- Pierre de construction
- Dans le fokontany d'ANTSABOAKA

- Poisson (lac)
- Satrana
- Nappe phréatique (pour approvisionner Mahajanga en eau)
- Riz
- Dans le fokontany d'AMPAREMAHITSY

- Poisson de mer
- Zébu
- Mangue
- Pierre de construction
- Dans le fokontany de BESELY

- Zébu
- Chaux
- Pierre de construction
- Dans le fokontany de BELOBAKA

- Pisciculture
- Zébu
- Lac et nappe phréatique
- Légume
- Canne à sucre
- Mangue(GREFFE)
- Chaux
- Pierre de construction